# Conceição Futebol Clube
O Conceição Futebol Clube é um clube futebolístico brasileiro, do arquipélago de Fernando de Noronha, no estado do Pernambuco. Fundado como um clube de elenco "master" (elenco com jogadores com mais de 30 anos), possui as cores amarelo e azul.
Sua principal modalidade esportiva é o futebol, onde a agremiação é pentacampeão do Campeonato Noronhense, onde é uma das equipes mais vitoriosas do arquipélago. Mesmo que o futebol da região ainda seja amador e pouco valorizado as equipes - com o auxílio da Federação Pernambucana de Futebol - sonham em disputar campeonatos oficiais. Disputa suas partidas no estádio Salviano José de Souza Neto, ou simplesmente Campo Pianão.

## Títulos
| DISTRITAIS | DISTRITAIS            | DISTRITAIS | DISTRITAIS                    |
|            | Competição            | Títulos    | Temporadas                    |
| ---------- | --------------------- | ---------- | ----------------------------- |
|            | Campeonato Noronhense | 5          | 2011, 2013, 2014, 2015 e 2017 |

## Estatísticas

### Campanhas de destaque
| Conceição Futebol Clube | Conceição Futebol Clube  | Conceição Futebol Clube | Conceição Futebol Clube | Conceição Futebol Clube |
| Torneio                 | Campeão                  | Vice-campeão            | Terceiro colocado       | Quarto colocado         |
| ----------------------- | ------------------------ | ----------------------- | ----------------------- | ----------------------- |
| Campeonato Noronhense   | 5 vezes (Última em 2017) | 0 (não possui)          | 0 (não possui)          | 0 (não possui)          |

### Participações
| Competição | Competição            | Temporadas | Melhor campanha          | Estreia | Última | P | R |
|            | Campeonato Noronhense | 7          | Campeão (última em 2017) | 2002?   | 2019?  |   |   |